# Titularbistum Paroecopolis
Paroecopolis (ital.: Parecopoli) ist ein Titularbistum der römisch-katholischen Kirche.
Es geht zurück auf ein ehemaliges Bistum der Stadt Paroikopolis in der römischen Provinz Macedonia (möglicherweise das heutige Sandanski in Bulgarien), das der Kirchenprovinz Thessalonica angehörte.
| Titularbischöfe von Paroecopolis |                       |                                                                                         |             |             |
| Nr.                              | Name                  | Amt                                                                                     | von         | bis         |
| 1                                | Everard ter Laak CICM | Apostolischer Koadjutorvikar der Zentralmongolei Apostolischer Vikar von Chahar (China) | 6. Mai 1914 | 5. Mai 1931 |